# Ładożskaja
Ładożskaja (ros. Ладожская) – stanica w Rosji, w Kraju Krasnodarskim, w rejonie ust-łabińskim. W 2010 liczyła 14 828 mieszkańców.

## Urodzeni
- Nikołaj Gołoszczapow – rosyjski wojskowy.
- Wiktor Zborowski – rosyjski wojskowy.